# Mathilde Neesgaard
Mathilde Neesgaard Mogensen, född 2 april 1993 i Herning i Danmark, är en dansk handbollsspelare som sedan 2019 spelar för Århus United. Hon vann skytteligan i danska damligan 2021/2022.

## Klubbkarriär
Mathilde Neesgaard spelar som mittnia. Hon spelade för en rad klubbar under sina ungdomsår: Tjørring IF, Herning FH, Ikast FS, Tarm-Foersum GF och slutligen FCM Handboll.
Mathilde Neesgaard började spela i danska ligan för FCM Handboll 2011. Hon spelade kvar i klubben till 2013. År 2013 anslöt hon till Ringkøbing Handboll där hon spelade i tre år. Nästa klubbadress blev TTH Holstebro under också tre år. År 2019 skrev hon kontrakt med Aarhus United. I december 2021 meddelade Aarhus United att Neesgaard har tecknat ett 3-årigt avtal som gäller fram till sommaren 2025. Hon har utvecklats i klubben och ligger i toppen av skytte- och assistligan.. I augusti 2023 skrev hon kontrakt med CS Bukarest.

## Landslagskarriären
Mathilde Neesgaard spelade för Danmarks U-18- och U-20-landslag under ungdomsåren. År 2015 fick hon debutera i A-landslaget i två vänskapsmatcher mot Norge.